# B3リーグ 2022-23
B3リーグ 2022-23は、2022年9月30日から2023年5月10日まで開催されたB3リーグの第7回目のシーズンである。岩手ビッグブルズが初優勝を果たした

## 参加チーム
2022-2023シーズンのB3は16チームで行われる。
- 前シーズンB3・1位の長崎ヴェルカとB2昇格決定戦勝者のアルティーリ千葉がB2リーグに昇格[5]。
- 東京ユナイテッドバスケットボールクラブ、立川ダイス、ヴィアティン三重、湘南ユナイテッドBCはB3クラブライセンスを取得し、新規に参入する[3]。（下の表ので示したチーム）
- アイシン アレイオンズは2021-22シーズンをもってリーグ退会[6]

| 地区 | チーム名                               | 略称     | ホームタウン                     | ホームアリーナ                                                                       | 2023-24シーズン B2準加盟 | 2021-22所属        | ユニフォームサプライヤー | 備考             |
| ---- | -------------------------------------- | -------- | -------------------------------- | ------------------------------------------------------------------------------------ | ------------------------ | ------------------ | ------------------------ | ---------------- |
| 東北 | 岩手ビッグブルズ                       | 岩手     | 岩手県盛岡市                     | 盛岡タカヤアリーナ                                                                   | ○                        | B3                 | PENALTY                  |                  |
| 関東 | さいたまブロンコス                     | 埼玉     | 埼玉県さいたま市、所沢市         | 浦和駒場体育館                                                                       | ○                        | B3                 | UPSET                    |                  |
| 関東 | 東京ユナイテッドバスケットボールクラブ | 東京U    | 東京都江東区                     | 有明アリーナ                                                                         | ○                        |                    | UNDER ARMOR              |                  |
| 関東 | しながわシティバスケットボールクラブ   | 品川     | 東京都品川区                     |                                                                                      | -                        | B3                 | LUXPERIOR                |                  |
| 関東 | 立川ダイス                             | 立川     | 東京都立川市                     | アリーナ立川立飛                                                                     | ○                        |                    | SPALDING                 |                  |
| 関東 | 東京八王子ビートレインズ               | 八王子   | 東京都八王子市                   | エスフォルタアリーナ八王子                                                           | ○                        | B3                 | agrina                   |                  |
| 関東 | 横浜エクセレンス                       | 横浜EX   | 神奈川県横浜市                   | 横浜武道館                                                                           | ○                        | B3                 | PENALTY                  |                  |
| 関東 | 湘南ユナイテッドBC                     | 湘南     | 神奈川県藤沢市、茅ヶ崎市、寒川町 | 秋葉台文化体育館、秩父宮記念体育館、茅ヶ崎市総合体育館、シンコースポーツ寒川アリーナ | -                        |                    | UPSET                    |                  |
| 北陸 | 金沢武士団                             | 金沢     | 石川県金沢市                     | 金沢市総合体育館                                                                     | -                        | B3                 | MUNTER                   |                  |
| 東海 | 岐阜スゥープス                         | 岐阜     | 岐阜県岐阜市                     | OKBぎふ清流アリーナ                                                                  | ○                        | B3                 | IN THE PAINT             |                  |
| 東海 | ベルテックス静岡                       | 静岡     | 静岡県静岡市                     | 静岡市中央体育館                                                                     | ○                        | B3                 | IN THE PAINT             |                  |
| 東海 | 豊田合成スコーピオンズ                 | 豊田合成 | 愛知県稲沢市                     | 豊田合成記念体育館                                                                   | -                        | B3                 | BALLER'S                 | 唯一の企業チーム |
| 東海 | ヴィアティン三重                       | 三重     | 三重県四日市市、津市、桑名市     | 四日市市総合体育館、安濃中央総合公園内体育館、津市久居体育館                         | -                        | 東海・北信越リーグ | BFIVE                    |                  |
| 中国 | トライフープ岡山                       | 岡山     | 岡山県岡山市、津山市             | ジップアリーナ岡山                                                                   | ○                        | B3                 | EGOZARU                  |                  |
| 中国 | 山口ペイトリオッツ                     | 山口     | 山口県宇部市                     | 宇部市俵田翁記念体育館                                                               | ○                        | B3                 | BFIVE                    |                  |
| 九州 | 鹿児島レブナイズ                       | 鹿児島   | 鹿児島県鹿児島市                 | 西原商会アリーナ                                                                     | ○                        | B3                 | PENALTY                  |                  |

- 「準加盟」
  - ○ - 承認済
  - －- 未承認、未申請、未加盟

## レギュレーション
2022年7月7日に発表された。

### レギュラーシーズン
- 2022-23シーズン：2022年9月30日（金）～2023年4月9日（日）
- 全16クラブによるリーグ戦（4回戦または2回戦）、1クラブ52試合　全416試合
  - クラブ毎の対戦数にバラつきあり （任意の11クラブとは4試合、4クラブとは2試合の対戦）

### プレーオフ
- 2023年4月14日（金）～5月10日（水）[8]
- 準々決勝：2023年4月14日（金）～23日（日）、準決勝：2023年4月28日（金）～5月1日（月）、決勝：2023年5月6日（土）～5月8日（月）、3位決定戦：2023年5月8日（月）～5月10日（水）
  - レギュラーシーズン上位8クラブによるトーナメント戦（3戦2勝先勝方式）、最多24試合（最少14試合）
  - レギュラーシーズン上位クラブのホーム開催とする。

### 昇降格について
2022-23シーズンはシーズン終了後、B2とB3の間で2クラブが自動昇降格することを発表した。プレーオフに出場するチームの中でB2ライセンスを保有している上位2チームがB2に昇格する。

## 結果

### レギュラーシーズン
| 順位 | チーム名                 | 勝 | 敗 | 勝率 | 得点 | 失点 | 得失点差 |
| 1    | 岩手ビッグブルズ         | 45 | 7  | .865 | 4411 | 3430 | 981      |
| 2    | さいたまブロンコス       | 43 | 9  | .827 | 4690 | 4120 | 570      |
| 3    | ベルテックス静岡         | 41 | 11 | .788 | 4299 | 3659 | 640      |
| 4    | 鹿児島レブナイズ         | 41 | 11 | .788 | 4515 | 3893 | 622      |
| 5    | 横浜エクセレンス         | 40 | 12 | .769 | 4744 | 4293 | 451      |
| 6    | 東京ユナイテッドBC       | 33 | 19 | .635 | 3900 | 3597 | 303      |
| 7    | トライフープ岡山         | 28 | 24 | .538 | 4074 | 4042 | 32       |
| 8    | 豊田合成スコーピオンズ   | 23 | 29 | .442 | 4144 | 4278 | -134     |
| 9    | 岐阜スゥープス           | 19 | 33 | .365 | 4178 | 4471 | -293     |
| 10   | ヴィアティン三重         | 19 | 33 | .365 | 4118 | 4464 | -346     |
| 11   | 金沢武士団               | 17 | 35 | .327 | 3942 | 4318 | -376     |
| 12   | 東京八王子ビートレインズ | 16 | 36 | .308 | 3832 | 4188 | -356     |
| 13   | 湘南ユナイテッドBC       | 15 | 37 | .288 | 3800 | 4477 | -677     |
| 14   | 立川ダイス               | 14 | 38 | .269 | 3485 | 3984 | -499     |
| 15   | 山口パッツファイブ       | 13 | 39 | .250 | 4271 | 4627 | -356     |
| 16   | しながわシティ           | 9  | 43 | .173 | 3848 | 4410 | -562     |

|  |  |  | プレーオフ出場 |  | プレーオフ不出場 |

- 2023年4月9日終了時点の順位[11]
- 新型コロナウイルスの影響で開催中止【棄権により試合は成立】は2試合あったが、全416試合が成立[11]
- 静岡と鹿児島は勝率が同じかつ、直接対決も引き分けているが、静岡がレギュラーシーズンの得失点差で鹿児島を上回っているので上位[11]
- 岐阜と三重は勝率が同じだが、直接対決にて岐阜が得失点差で三重を上回っているので上位[11]

### 個人スタッツリーダー
| # | 得点                                     | 得点  | リバウンド                               | リバウンド | アシスト                     | アシスト | スティール                               | スティール |
| # | 選手名                                   | avg   | 選手名                                   | avg        | 選手名                       | avg      | 選手名                                   | avg        |
| - | ---------------------------------------- | ----- | ---------------------------------------- | ---------- | ---------------------------- | -------- | ---------------------------------------- | ---------- |
| 1 | タッカー・ヘイモンド（三重）             | 25.13 | ライアン・ワトキンス（埼玉）             | 12.23      | マイケル・クレイグ（東京U）  | 6.54     | アンソニー・ゲインズ・ジュニア（鹿児島） | 2.37       |
| 2 | アドネシー・ジョシュア・ブラマー（品川） | 24.98 | アドネシー・ジョシュア・ブラマー（品川） | 10.78      | 上松大輝（品川）             | 6.04     | 奥田雄伍（金沢）                         | 2.16       |
| 3 | アンソニー・ゲインズ・ジュニア（鹿児島） | 24.88 | ジョン・フィールズ3世（八王子）          | 10.54      | イホール・ボヤルキム（金沢） | 5.8      | アレクシス・エールセネル （静岡）        | 2.15       |

| # | ブロックショット                         | ブロックショット | 3P成功率                     | 3P成功率 | FT成功率                     | FT成功率 |
| # | 選手名                                   | avg              | 選手名                       | %        | 選手名                       | %        |
| - | ---------------------------------------- | ---------------- | ---------------------------- | -------- | ---------------------------- | -------- |
| 1 | ジョーダン・フェイゾン（横浜EX）         | 1.27             | 田中昌寛（岐阜）             | 45.66    | 向井祐介（岡山）             | 87.67    |
| 2 | ライアン・ワトキンス（埼玉）             | 1.21             | グラント・シットン（埼玉）   | 42.26    | タッカー・ヘイモンド（三重） | 86.92    |
| 3 | チュクゥディエベレ・マドゥアバム（岡山） | 1.08             | タッカー・ヘイモンド（三重） | 40.09    | 髙橋幸大（八王子）           | 86.59    |

## 個人表彰
2023年4月14日に個人表彰が発表された。
| 賞                 | 受賞者                         | 所属                                   |
| ------------------ | ------------------------------ | -------------------------------------- |
| 年間MVP            | クリスチャン・ドゥーリトル     | 岩手ビッグブルズ                       |
| 年間ベストファイブ | 横川俊樹                       | 岩手ビッグブルズ                       |
| 年間ベストファイブ | 俊野達彦                       | 横浜エクセレンス                       |
| 年間ベストファイブ | アンソニー・ゲインズ・ジュニア | 鹿児島レブナイズ                       |
| 年間ベストファイブ | マイケル・クレイグ             | 東京ユナイテッドバスケットボールクラブ |
| 年間ベストファイブ | ライアン・ワトキンス           | さいたまブロンコス                     |

## 2023-24シーズンB3公式試合参加資格
2023年4月13日のB3リーグ理事会で2023-24シーズンB3リーグ公式試合参加資格を審議し、下記の通りに決まった。また2023年4月20日のB3リーグ理事会で2023-24シーズンB3リーグ新規加入希望の2チームの参入が決まった。これにより2023-24シーズンは18チームで行われる。
- B3リーグ公式試合参加資格　合格（18クラブ）
  - B3: 岩手（B2ライセンス所有）、埼玉（B2ライセンス所有）、東京U、品川（条件付き合格）、立川（B2ライセンス所有）、八王子（B2ライセンス所有）、横浜EX（B2ライセンス所有）、湘南（条件付き合格）、金沢（条件付き合格）、岐阜（B2ライセンス所有）、静岡（B2ライセンス所有）、豊田合成、三重、岡山（B2ライセンス所有）、山口（B2ライセンス所有）、鹿児島（B2ライセンス所有）
  - 新規参入: 福井、徳島

更に2023年5月15日のB3リーグ理事会でB2リーグに昇格の岩手と静岡に代わって、B2リーグから降格の東京Zと香川のB3リーグの参加を承認した。

## 新型コロナウイルス感染拡大に伴う影響について
2023年1月21日、22日に行われる予定だったトライフープ岡山 vs 東京ユナイテッドバスケットボールクラブ戦が東京U側でコロナ陽性者や負傷者が出て、試合エントリー要件を充足しない状況になり開催中止となり、代替試合も行わないため、20-0岡山の不戦勝扱いとなった。